# Kloster Santa María la Real (Aguilar de Campoo)

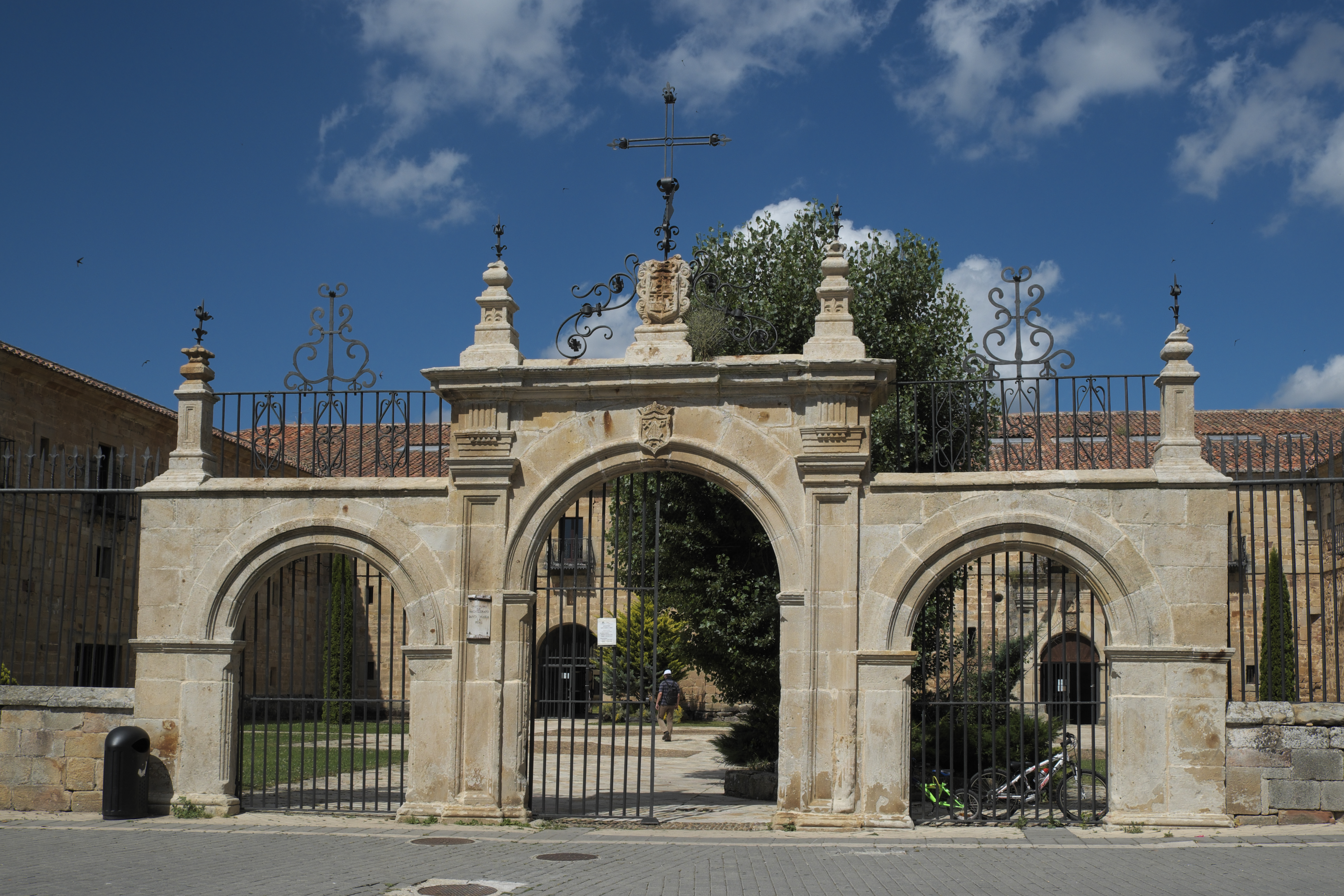
Kloster Santa María la Real

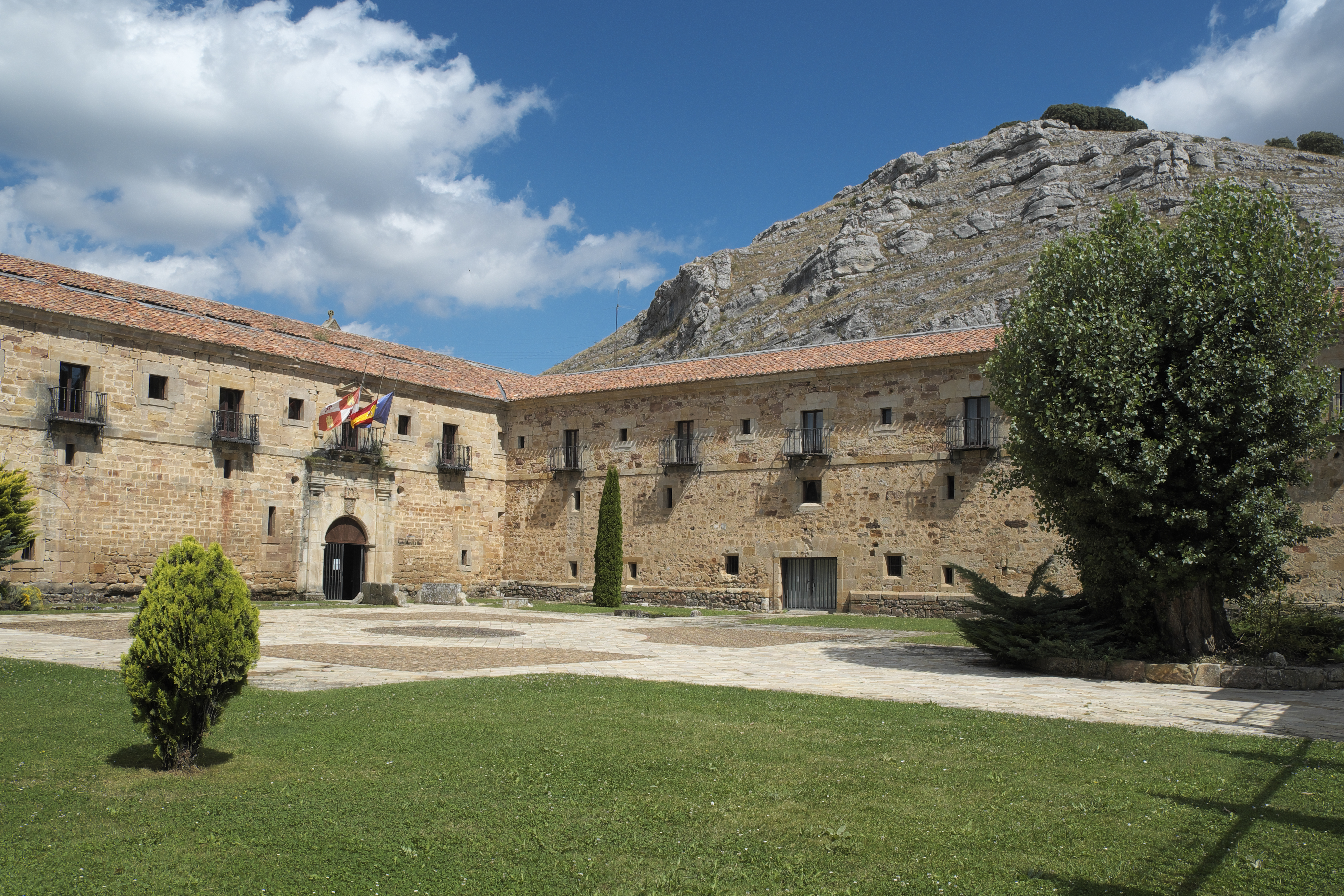
Eingangshof

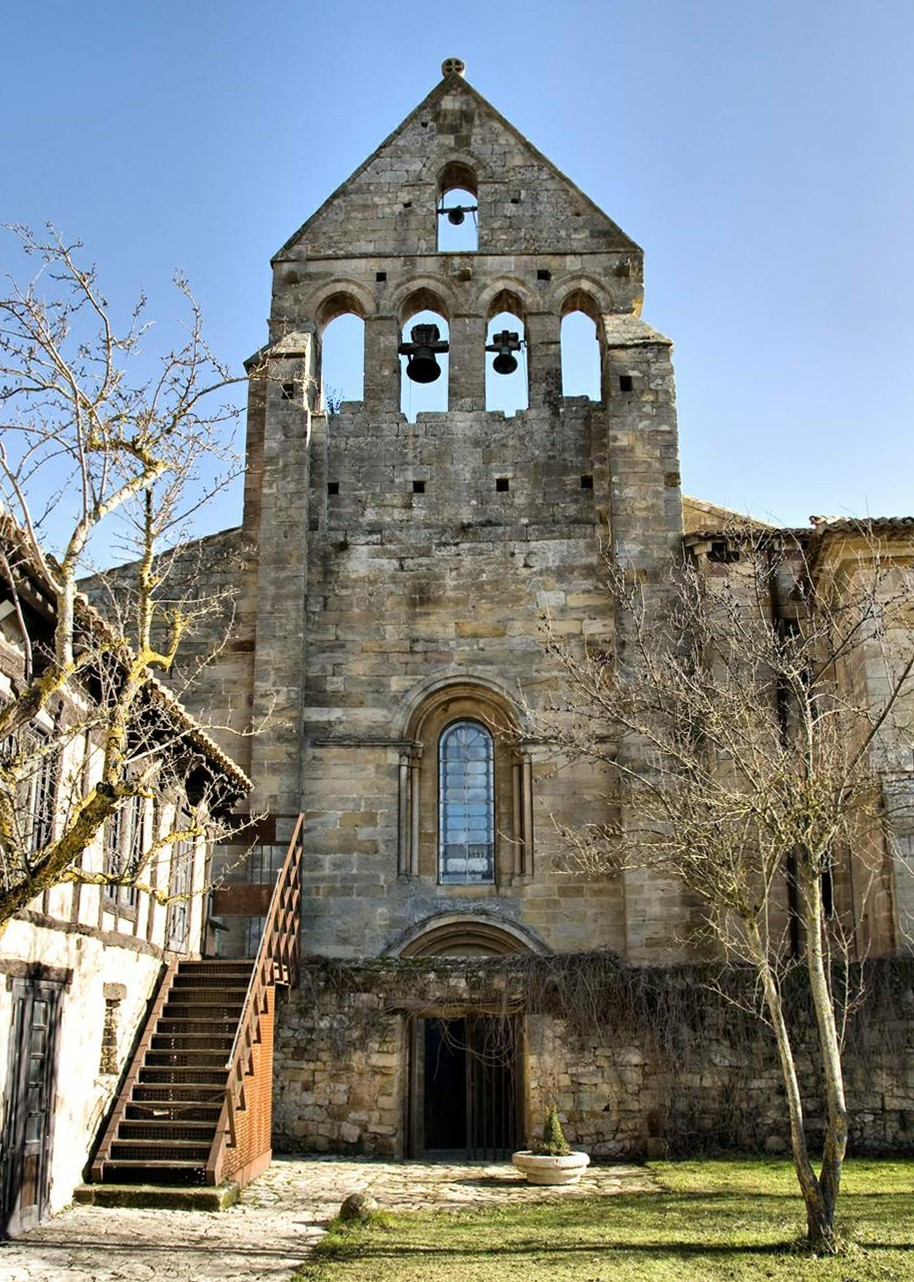
Kirche

Das Kloster Santa María la Real in Aguilar de Campoo, einer Gemeinde in der Provinz Palencia der spanischen Autonomen Gemeinschaft Kastilien und León, ist ein ehemaliges Prämonstratenserkloster, das Ende des 12. und zu Beginn des 13. Jahrhunderts in der Epoche des Übergangs von der Romanik zur Gotik errichtet wurde. Nach Jahren des Verfalls wurde die als convento caído (verfallenes Kloster) bezeichnete Anlage ab den 1970er Jahren grundlegend restauriert. Heute ist in den Gebäuden der Sitz der Fundación Santa María la Real untergebracht, die wesentlich zur Restaurierung des Klosters beigetragen hat. Außerdem beherbergt es eine Fernuniversität und ein Hotel. In der Kirche ist ein Museum zur romanischen Architektur (Centro Expositivo Rom) eingerichtet. Im Jahr 1914 wurde das Kloster zum Monumento Nacional, seit 1985 in Bien de Interés Cultural (BIC) umbenannt, erklärt.

## Geschichte
Nach der Legende geht die Gründung des Klosters Santa María la Real auf den Abt Opila zurück, der einem Benediktinerkloster am Ufer des Ebro vorstand. Dieses Kloster soll Opila verlassen haben, um sich bei einer aufgegebenen Kirche am Río Pisuerga niederzulassen, die sein Bruder Alpidio auf der Jagd nach einem Wildschwein entdeckt haben soll. Schriftlich bezeugt ist das Kloster ab dem 11. Jahrhundert. Für das Jahr 1020 sind in einem Kartular Schenkungen an das Kloster verzeichnet, das zunächst als Doppelkloster geführt und später als reiner Männerkonvent der Benediktinerabtei Cluny unterstellt wurde.
Im Jahr 1169 übergab es der kastilische König Alfons VIII. dem in der Nähe von Valladolid gelegenen Kloster Santa María de Retuerta, der ersten Gründung des Prämonstratenserordens in Spanien. Zwar lehnten sich die bis dahin im Kloster lebenden Mönche dagegen auf, doch eine Päpstliche Bulle entschied 1173 zugunsten der Prämonstratenser, die das Kloster bis zur Desamortisation unter Juan Álvarez Mendizábal im Jahr 1835 innehatten. Die Prämonstratenser-Chorherren ließen die spätromanische Kirche, die Konventsgebäude und den Kreuzgang errichten. Der Abschluss dieser Bauphase wird um das Jahr 1213 datiert.
Im 17. Jahrhundert gaben die Chorherren den gemeinsamen Schlafsaal auf und es wurden für jeden einzelnen eigene Zellen geschaffen, für die das obere Geschoss des Kreuzgangs umgebaut wurde. Außerdem wurden die beiden Gebäude am großen Eingangshof im Westen errichtet. Ende des 18. Jahrhunderts waren die Bauarbeiten abgeschlossen.
Mit der Aufhebung des Klosters im Jahr 1835 setzte der Verfall der Gebäude ein. 1871 wurde ein großer Teil der Kapitelle des Kreuzgangs und der Kirche entfernt und in das Museo Arqueológico Nacional (MAN) (archäologisches Nationalmuseum) in Madrid gebracht.
Ein Kapitell kam 1932 in das Fogg Art Museum der Harvard University in Cambridge (Massachusetts, USA). Obwohl das Kloster im Jahr 1914 zum Monumento Nacional erklärt worden war, befand sich das Kloster zu Beginn des 20. Jahrhunderts in einem völlig verwahrlosten Zustand, Gewölbe und Wände waren eingestürzt. Bei einer Restaurierungskampagne in den Jahren 1955 bis 1968 wurde das Dach der Kirche neu gedeckt, der Kreuzgang und der Kapitelsaal wurden von Schutt befreit und fast wieder neu aufgebaut. Eine grundlegende Restaurierung erfolgte nach der Gründung der Asociación de Amigos del Monasterio de Aguilar im Jahr 1978, aus der 1994 die Fundación Santa María la Real hervorging.

## Kirche

### Außenbau

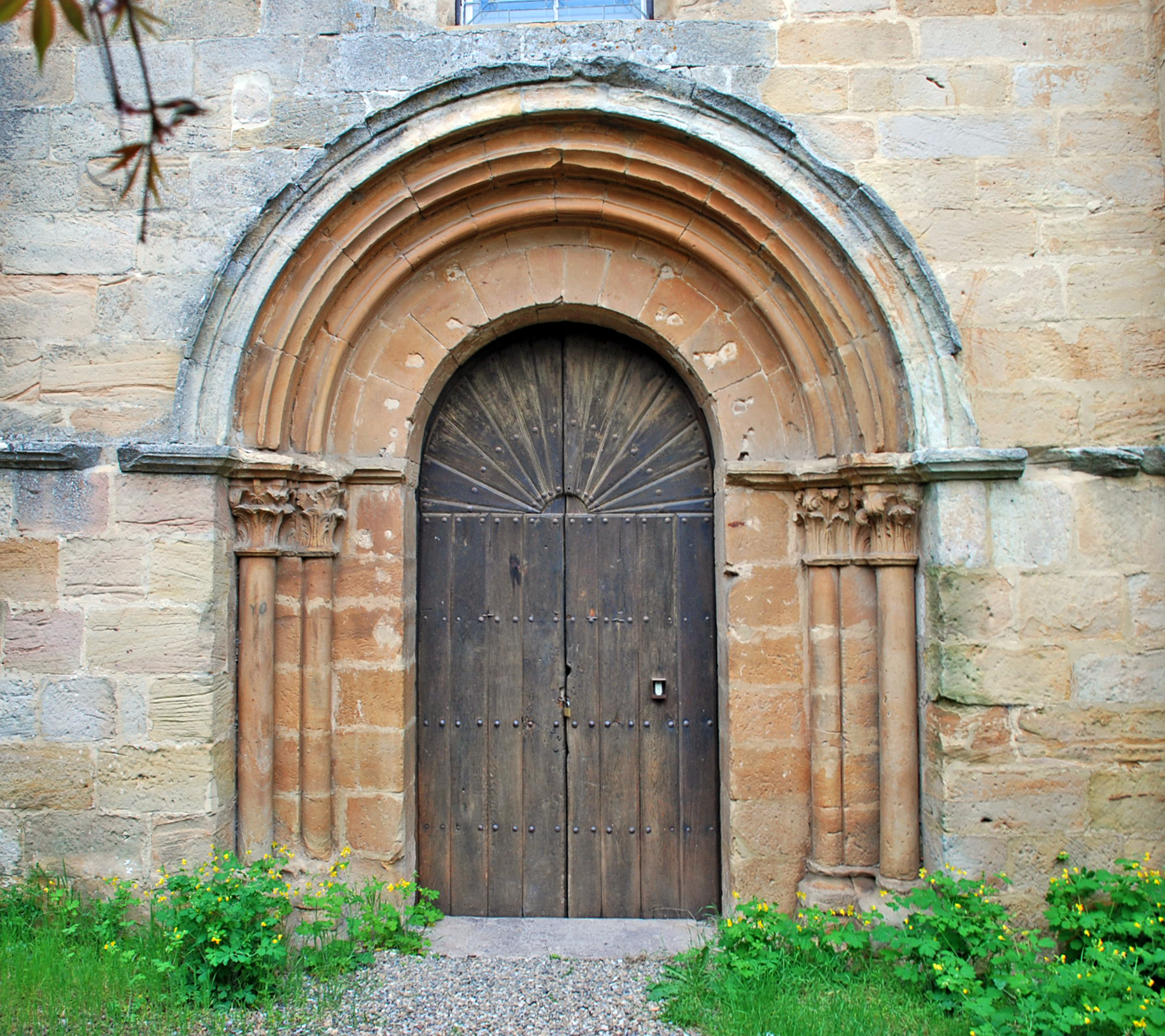
Westportal

Über der Westfassade erhebt sich ein spitz zulaufender Glockengiebel (espadaña), der oben in der Mitte von einer rundbogigen Öffnung und auf der unteren Ebene von einer Viererarkade durchbrochen ist.

### Portal
Das Westportal wie auch das darüberliegende Rundbogenfenster stammen aus der spätromanischen Bauphase. Das Portal ist von schlichten Archivolten umgeben, die mit großen Blättern verzierten Kapitelle der eingestellten Säulen sind stark beschädigt.

### Innenraum

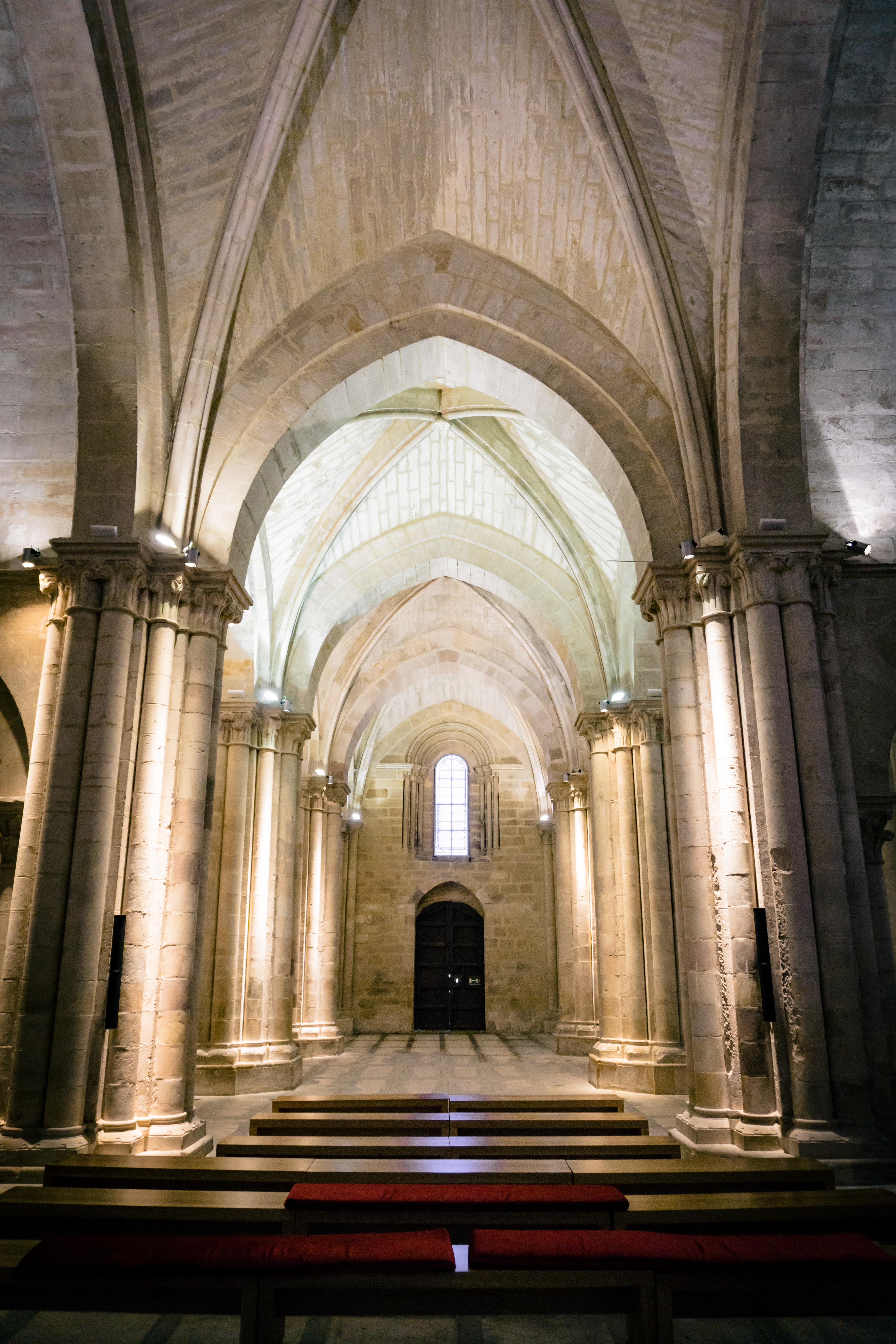
Innenraum der Kirche mit Blick nach Westen

Im Inneren gliedern mächtige Pfeiler mit Säulenvorlagen das dreischiffige Langhaus in vier Joche, die mit Kreuzrippengewölben gedeckt sind. Ein Querhaus öffnet sich zum gotischen Chor, der in der Mitte des 14. Jahrhunderts errichtet wurde.
In der Kirche sind einige Nachbildungen der ursprünglichen Kapitelle ausgestellt, deren Originale im Museo Arqueológico Nacional (MAN) in Madrid aufbewahrt werden.

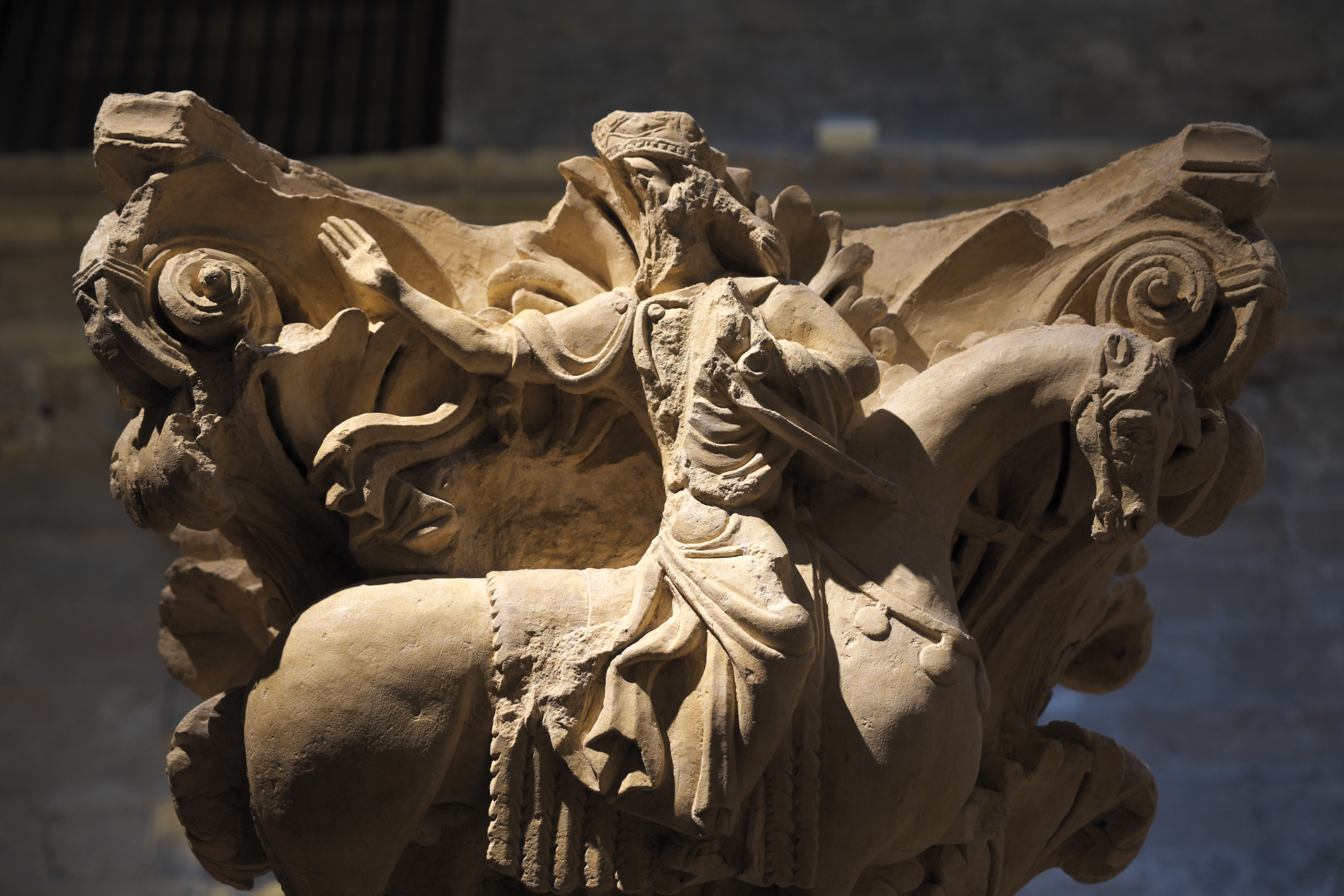
Nachbildung eines Kapitells
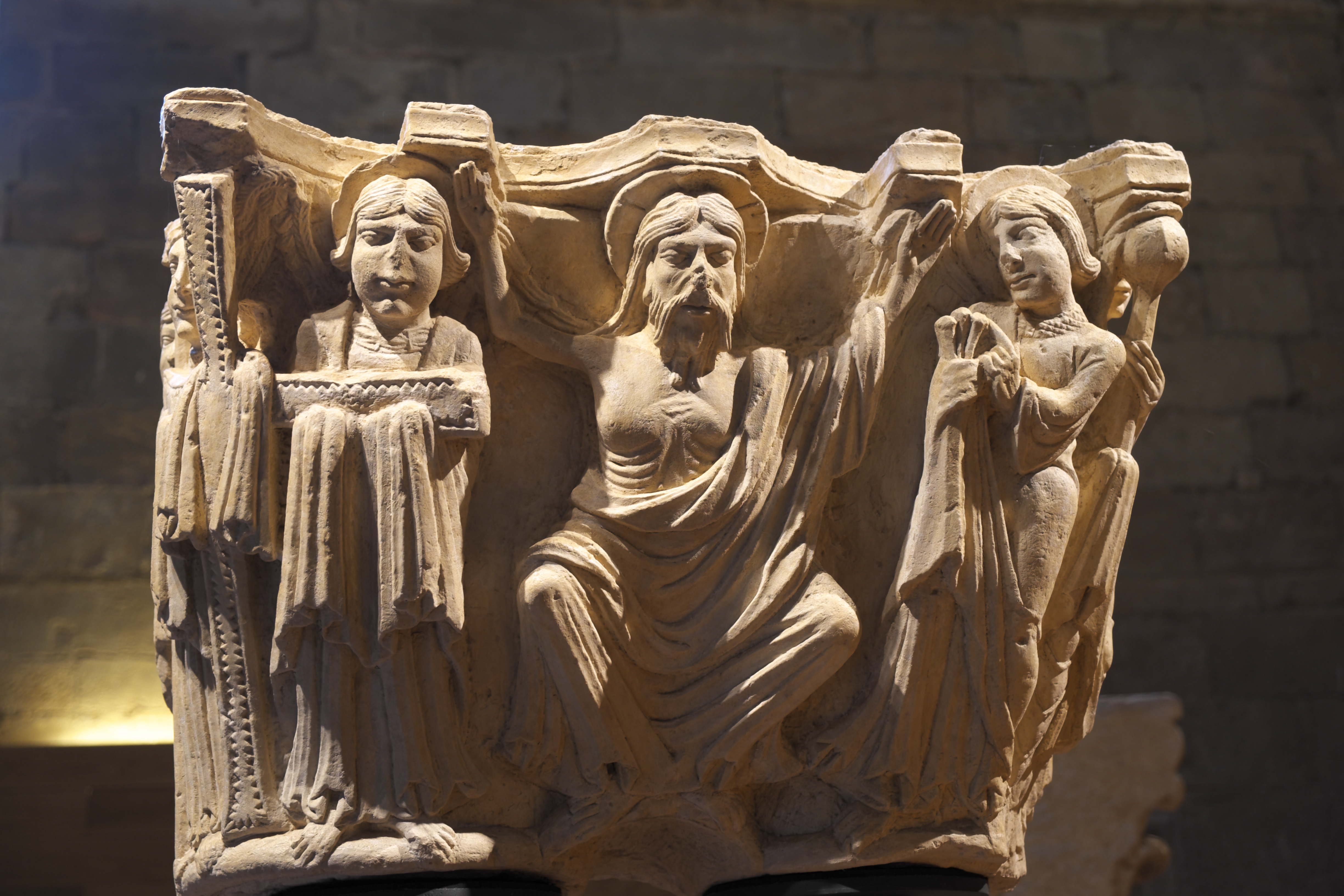
Nachbildung eines Kapitells

### Grabmonumente
In der Kirche werden mehrere Sarkophage aus dem 13. und 14. Jahrhundert aufbewahrt. Sie sind mit den Wappen der Familien Castañeda und Villalobos verziert. Einige sind mit Liegefiguren ausgestattet wie die Gräber von Nuño Díaz de Castañeda und Pedro Díaz de Castañeda, deren Namen sowie die Jahreszahlen 1293 bzw. 1300 aus den Inschriften an den Kopfenden hervorgehen. Ein nur mit einem Deckel versehener Sarkophag, der mit vielen Wappen geschmückt ist, trägt seitlich eine Inschrift mit dem Namen des Bildhauers: „JOAN ALFONSO DE MUDA CANTERO ME FIZO“ (der Steinmetz Juan Alfonso aus Muda schuf mich).

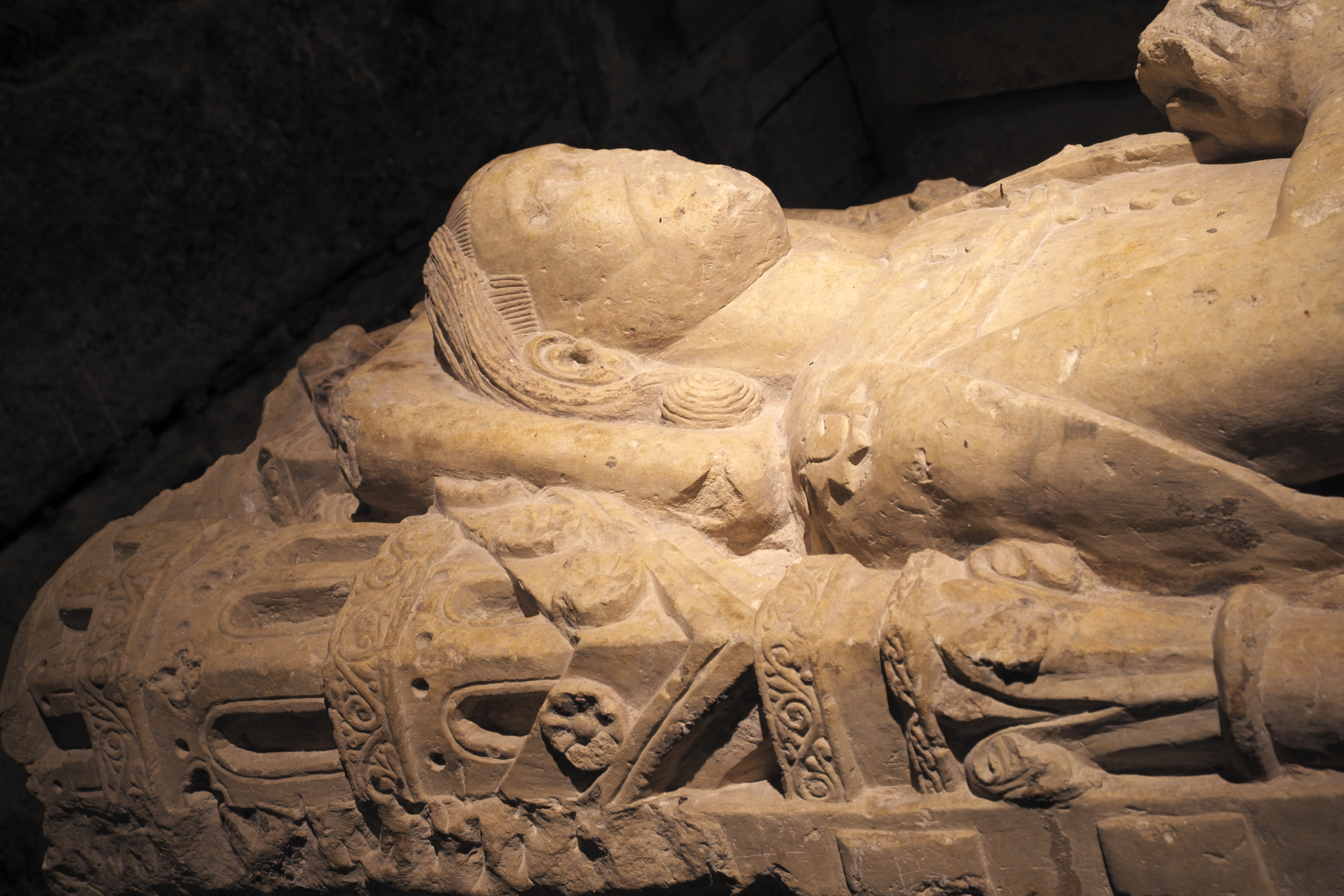
Grab einer unbekannten Dame, um 1300
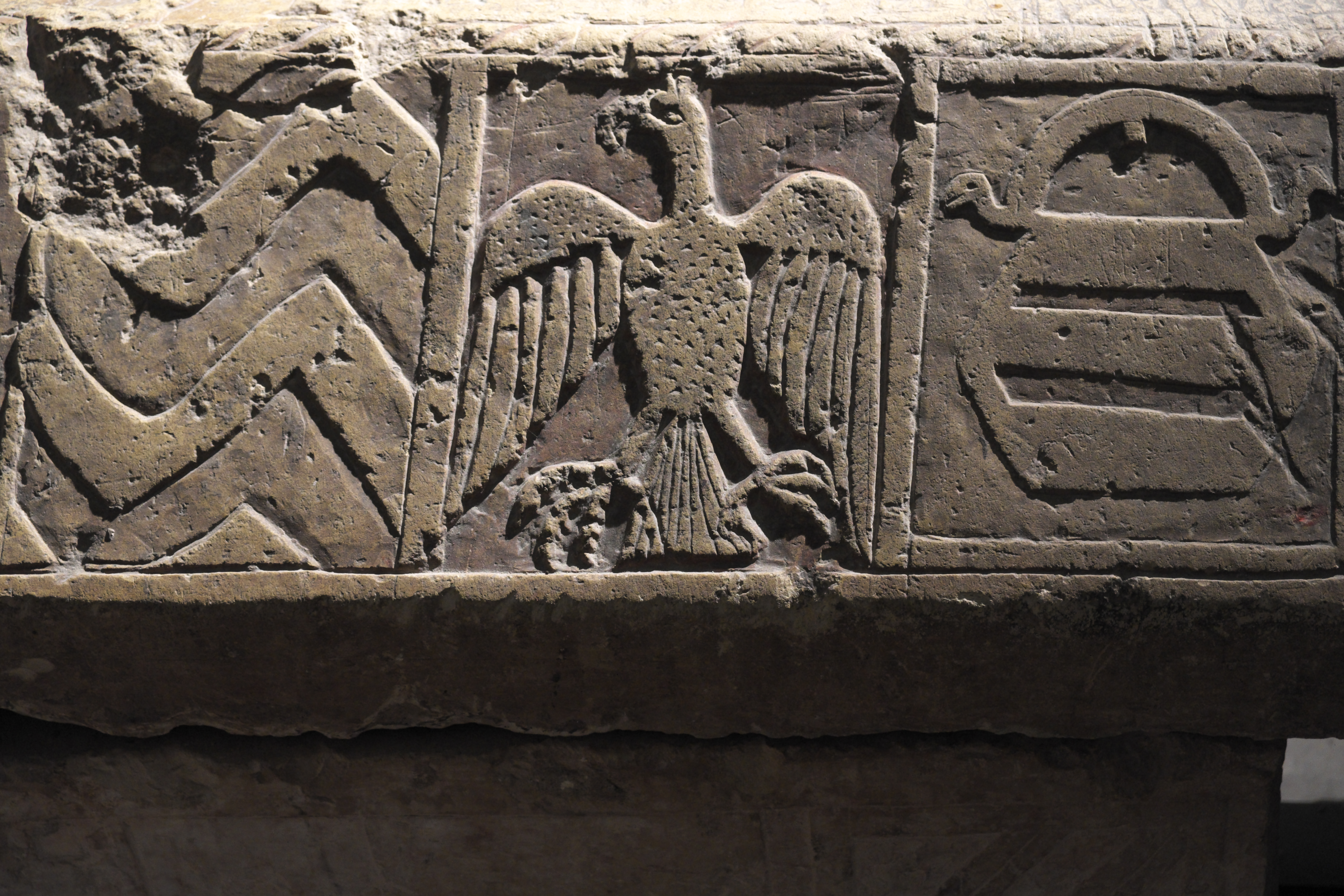
Sarkophag mit Wappen
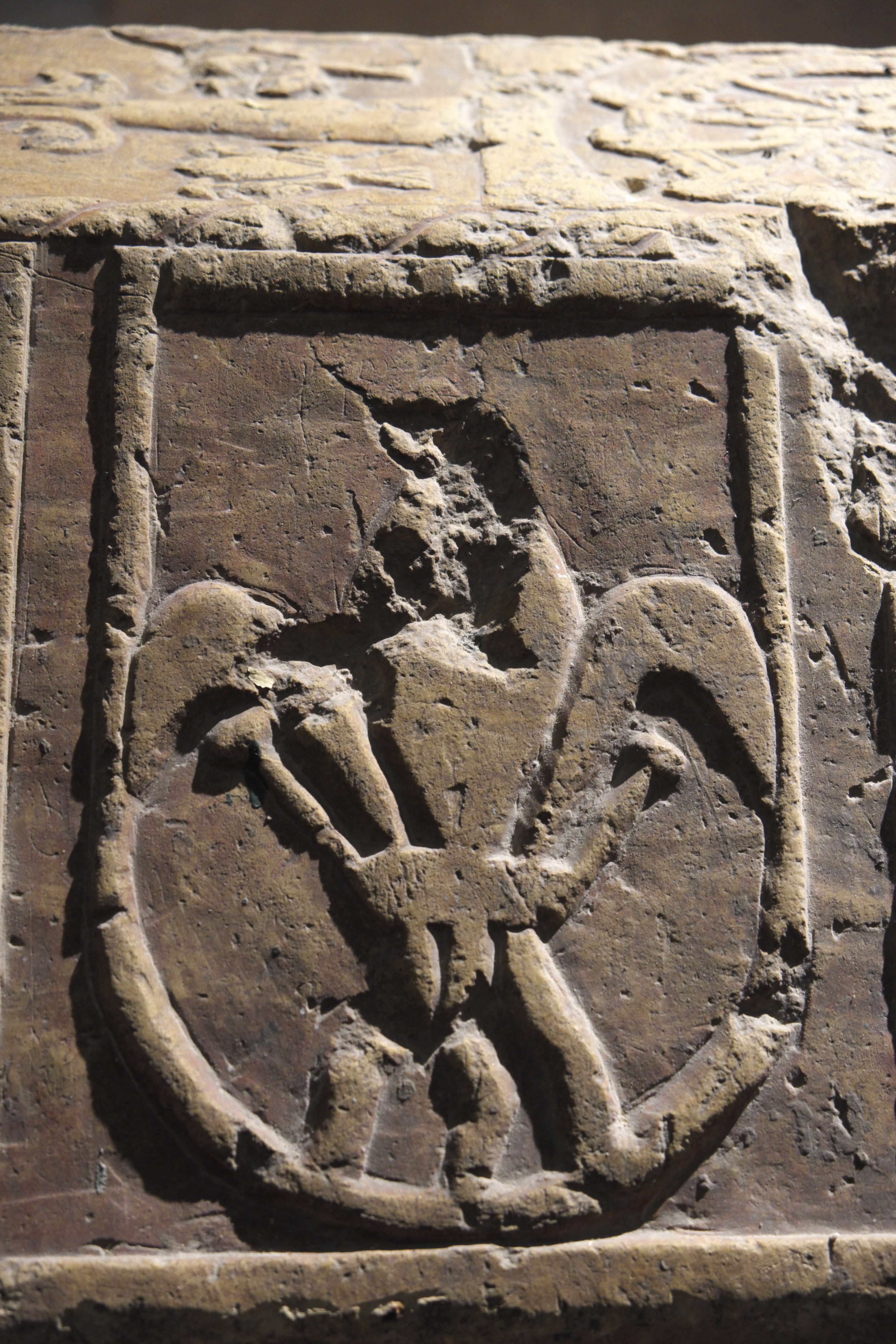
Lilienwappen auf einem Sarkophagdeckel

## Kreuzgang und Kapitelsaal

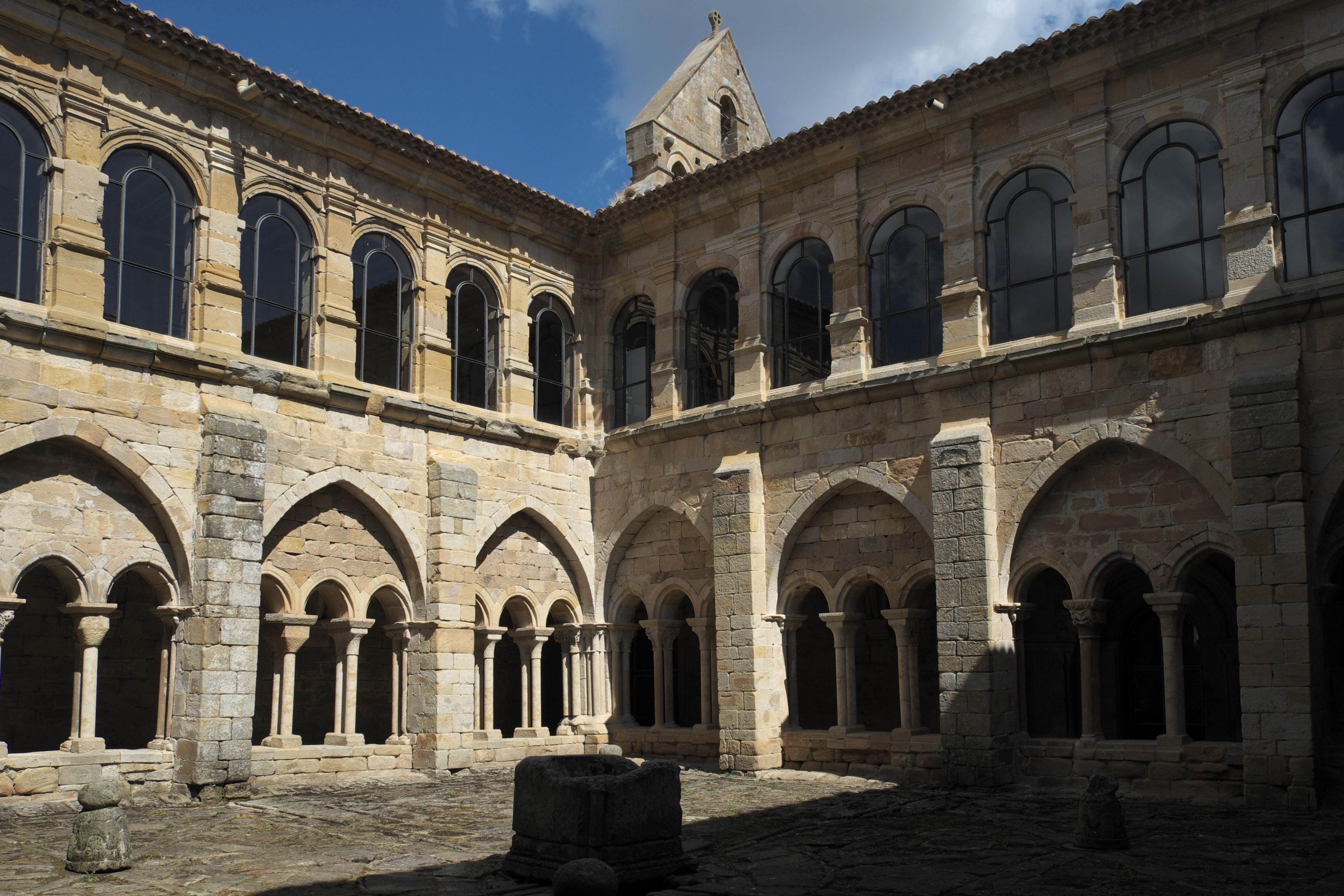
Kreuzgang

Der Kreuzgang stammt aus dem frühen 13. Jahrhundert und ist bereits der Gotik zuzuordnen, auch wenn die Kapitelle, von denen sich nur noch wenige an Ort und Stelle befinden, mit den romanischen Kapitellen der Region eng verwandt sind. Die ursprüngliche Holzdecke wurde im 18. Jahrhundert durch ein Kreuzrippengewölbe ersetzt, als man im oberen Geschoss die Zellen für die Chorherren einrichtete.
An die östliche Galerie des Kreuzgangs schließt sich der Kapitelsaal an, zu dem sich ein großer Rundbogen öffnet, neben dem auf beiden Seiten zwei weitere, von schlanken Säulen flankierte und auf Sockeln stehende Bogenöffnungen angeordnet sind. Zwei zentrale Pfeiler mit Säulenvorlagen unterteilen den Kapitelsaal in sechs mit Kreuzrippengewölben gedeckte Joche. Die meisten der ursprünglichen Kapitelle des Kapitelsaales wie des Kreuzgangs befinden sich im Museo Arqueológico Nacional de España in Madrid.

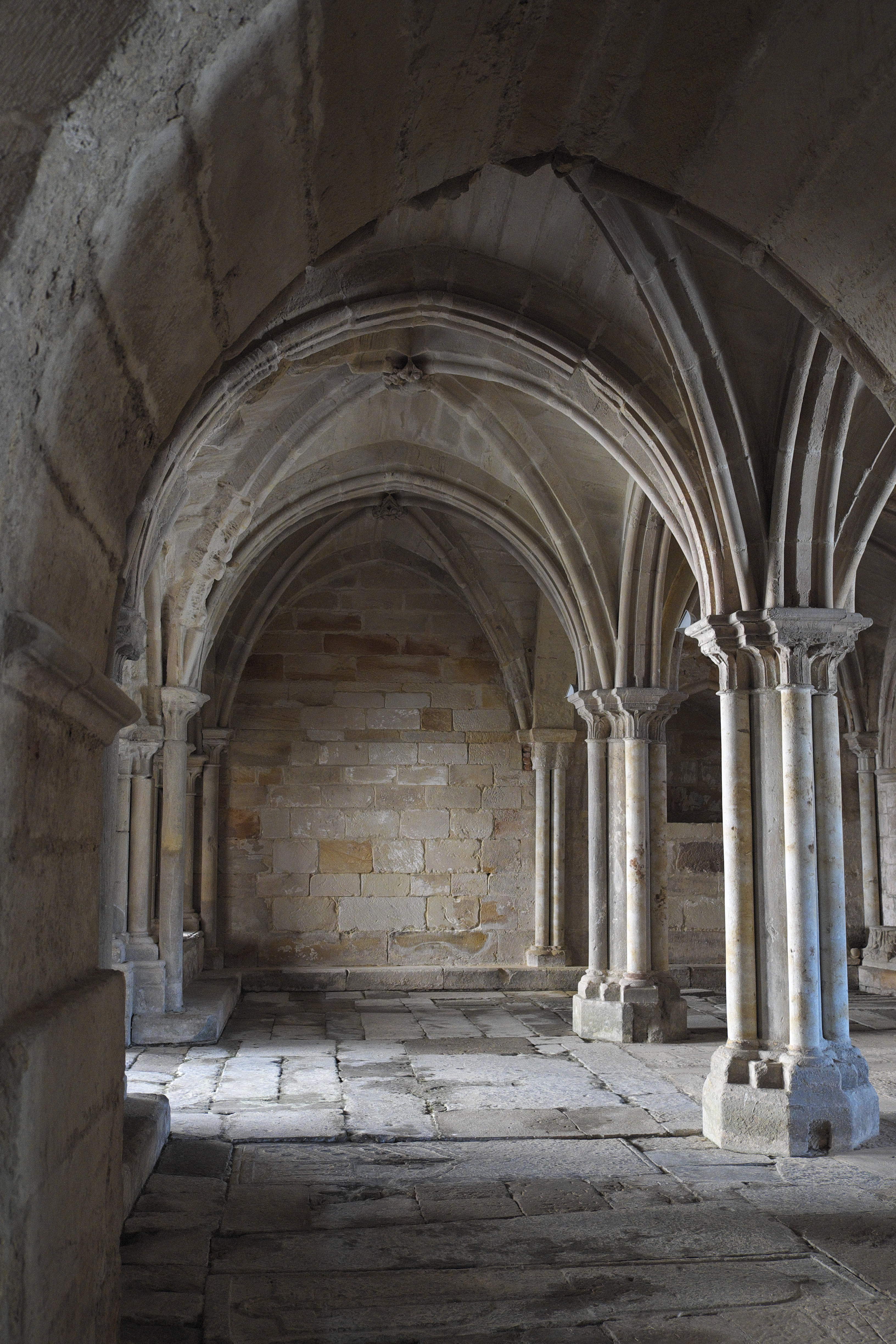
Kapitelsaal
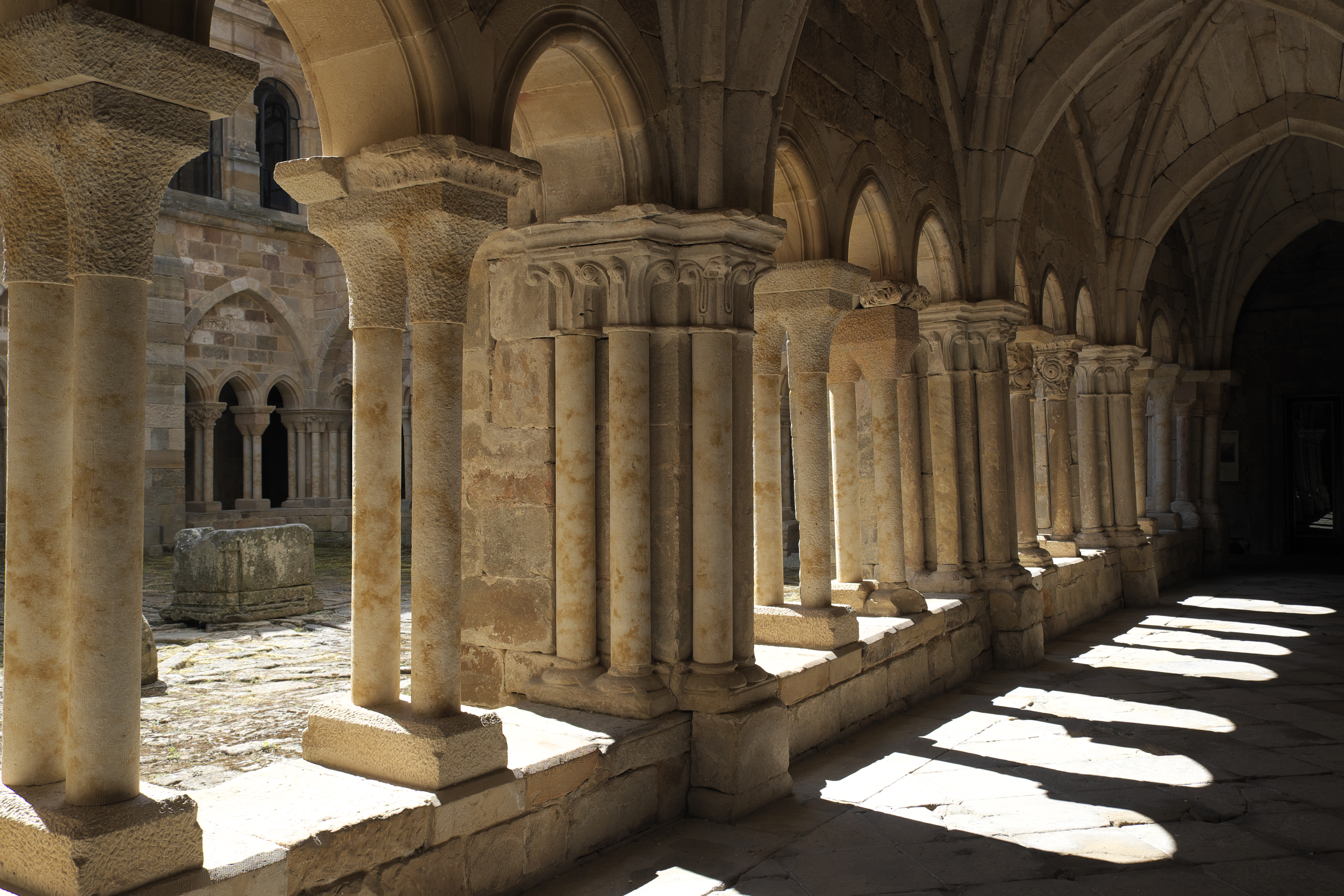
Kreuzgang
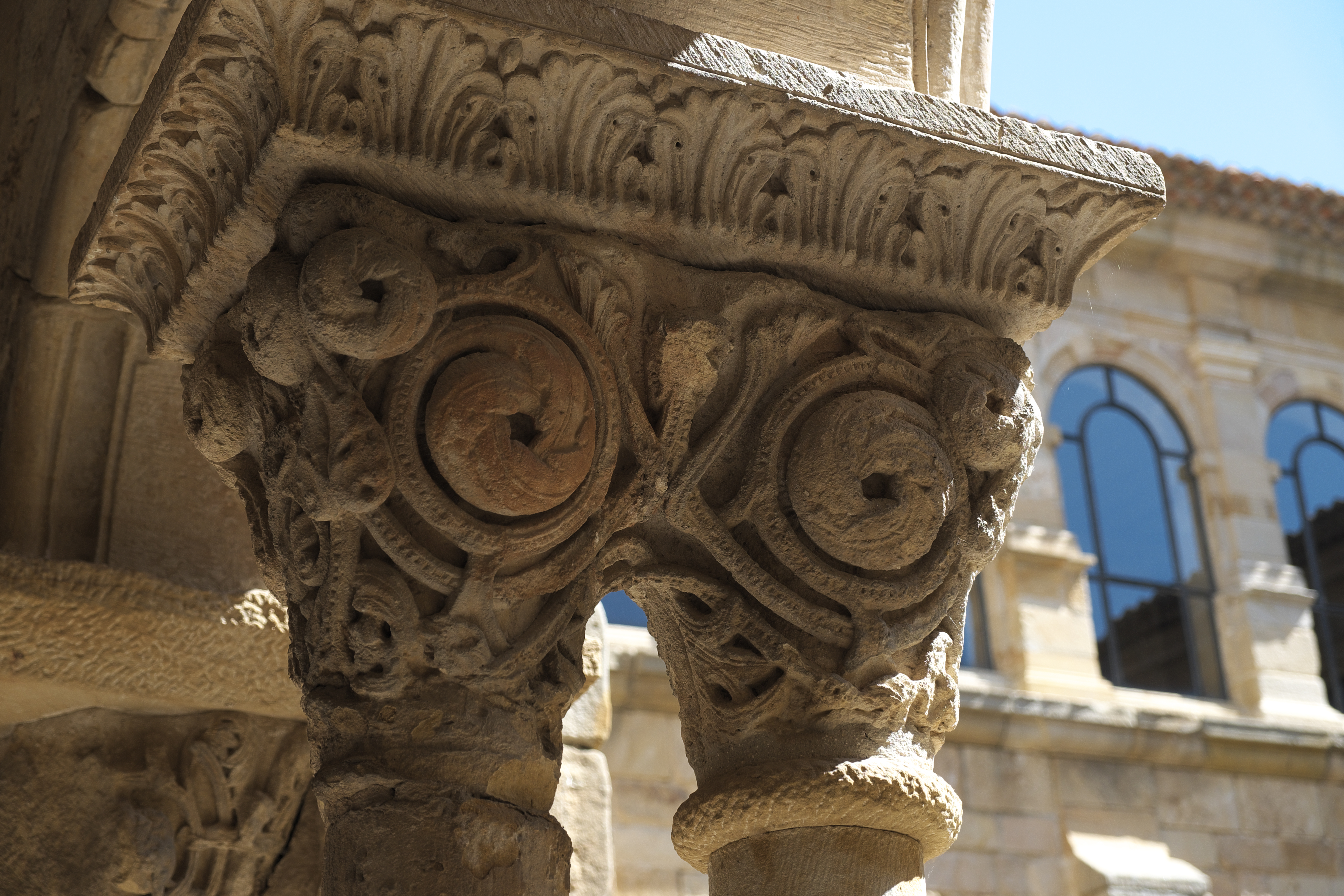
Kapitelle des Kreuzgangs
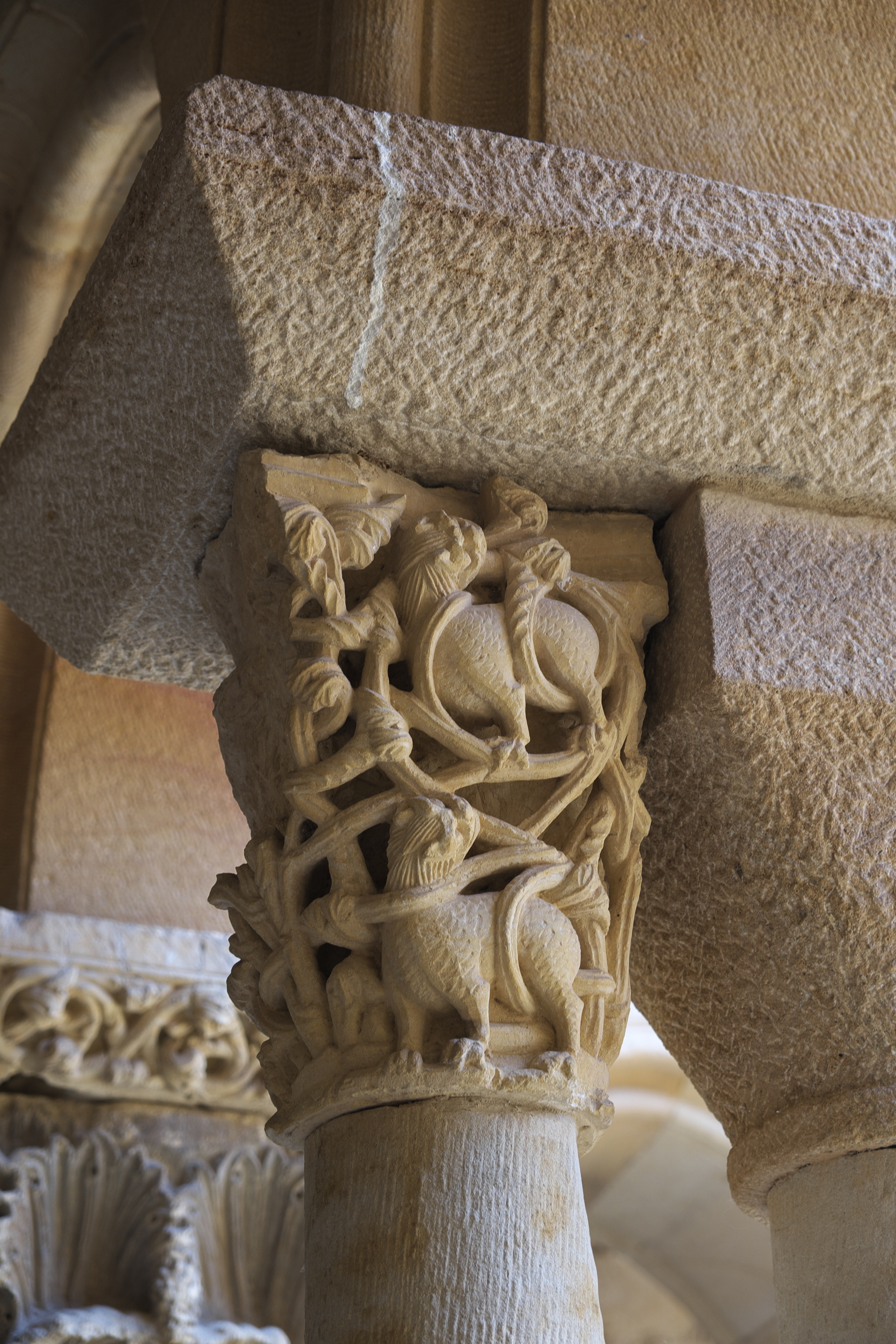
Kapitell des Kreuzgangs